# Junta de Armamento y Defensa de Segorbe
La Junta de Armamento y Defensa de Segorbe es un organismo de tipo privado y político creado en la ciudad de Segorbe, en 1874, con el objetivo de garantizar las defensas de la ciudad ante un probable ataque de las fuerzas carlistas, que ya habían invadido la ciudad anteriormente.
El día 4 de diciembre de ese año y bajo la presidencia del general Don Miguel Cervera y Hernández, se reunió el partido liberal local en el edificio del Teatro, acordando su colaboración con las fuerzas militares isabelinas y en concreto con los ingenieros militares que a las órdenes del brigadier Don Luis Dabán se trasladaron en esas fechas a la ciudad para construir defensas militares. Tras el concierto de las diversas fracciones militares resultaron elegidos por unanimidad para llevar a cabo la Junta, los siguientes señores:
- Presidente Honorario: Exmo. Brigadier Don Luís Dabán
- Presidente efectivo: Don Miguel Alegre y Gil
- Vicepresidente: Don José Mª Royo y Murciano
- Vocales: Don Fernando De Ocón, Don Miguel Cervera Hernández, Don Justo Sáenz de Yñigo, Don Gonzalo Valero Montero, Don Eduardo Salas, Don Ángel Bayo Guía, Don Francisco Salas y Aucejo, Don Julián Clavel y Celda, Don Clemente Arnau y Navarrete, Don Juan Martínez y Ricart, Don Marcelo Monzonís y Ferrer, Don Andrés Gómez Tejadillos, Don Antonio Clavel y Chover, Don Joaquín Martínez y Carbonell y Don Avelino Pau y Morro.
- Depositario: Don Társilo Gimeno y Agius
- Secretario: Don Rafael Velázquez de Ocón

La Junta designó a los vocales Clavel, Monzonís, de los pirotécnicos Monzonís y Martínez Ricart para que pasaran a la capitanía de Valencia y se incautaran de 400 fusiles y munición para organizar la defensa militar de la ciudad, promoviendo la colaboración de los albañiles locales en la construcción de las defensas del cerro de San Blas.
El 14 de diciembre se creó una comisión económica dirigida por los vocales Gimeno, Martínez Ricart y bayó que dispuso que los oficiales escribanos Don Leopoldo Monzonís y Aucejo, y Don Salvador Pérez y Monzonís, pasaran a los pueblos de Navajas, Sot de Ferrer, Geldo y Soneja a recaudar los valores correspondientes al Ayuntamiento de Segorbe para transferirlos a las fortificaciones.
La Junta duró hasta el 19 de marzo de 1875, fecha en la que se disolvió voluntariamente, después de tres meses y medio de vida y cuarenta y dos sesiones.
- Datos: Q9016726